# Radiotechnika (przedsiębiorstwo)

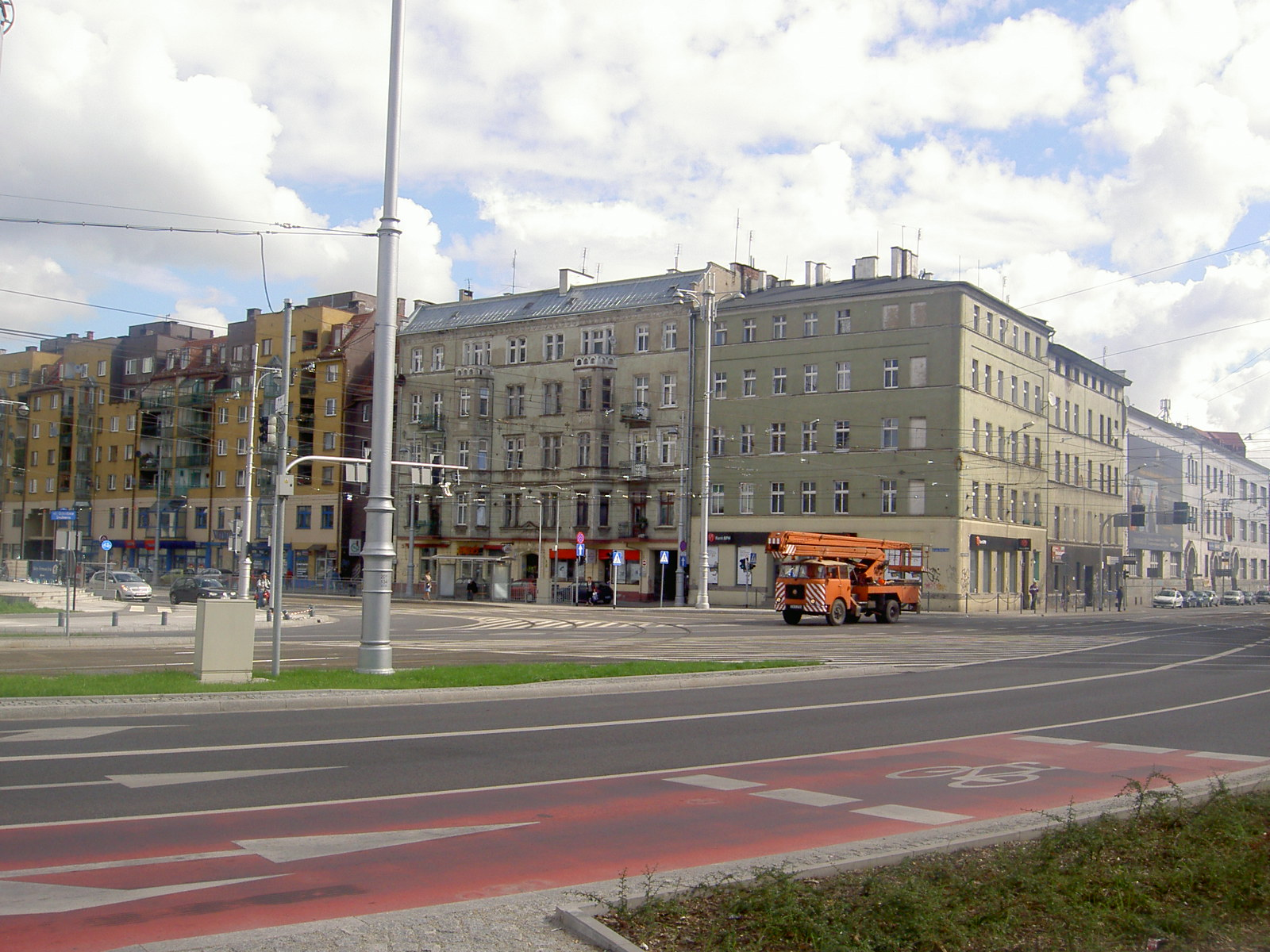
Plac Józefa Bema, po prawej widoczny budynek Radiotechniki.

Radiotechnika – przedsiębiorstwo działające w latach 1947-2007 we Wrocławiu w branży elektronicznej. Pierwotnie zakład założony został jako spółdzielnia pracy, która następnie została upaństwowiona, a po przemianach ustrojowych przekształcona w firmę Radiotechnika Marketing sp. z o.o. oraz Radiotechnika Serwis sp. z o.o.. W latach 1958–1989 przedsiębiorstwo było największym producentem oscyloskopów, betonoskopów ultradźwiękowych i urządzeń diagnostyki samochodowej w krajach RWPG. Przez długie lata działalności od 1955 roku zakład mieścił się w budynkach położonych przy ulicy Henryka Sienkiewicza 6a we Wrocławiu. Nowa firma Radiotechnika Marketing sp. z o.o. zmieniła jednak swoją siedzibę w 2007 roku. Nowa siedziba znajduje się w miejscowości Pietrzykowice pod Wrocławiem. Firma posiada także oddziały w Warszawie i Łodzi. Natomiast Radiotechnika Serwis sp. z o.o. ma swoją siedzibę przy ulicy Sienkiewicza 4 we Wrocławiu.
Spółdzielnia pracy Radiotechnika została założona w 17 stycznia 1947 r. na bazie kilku prywatnych warsztatów radiowych. Był to pierwszy zakład z branży elektronicznej w mieście. Spółdzielnię założyli byli pracownicy fabryki Elektrit z Wilna. W zakładzie początkowo naprawiano i produkowano radioodbiorniki. Tu powstał i był produkowany pierwszy polski radioodbiornik przeznaczony do montażu w samochodach. Zakład produkował ówcześnie także radiowęzły przemysłowe i pomoce szkolne. Od 1954 roku rozpoczęto seryjną produkcję urządzeń pomiarowych. Asortyment produkowanych narzędzi obejmował między innymi oscyloskopy, betonoskopy ultradźwiękowe oraz różne przyrządy przeznaczone do diagnostyki samochodowej. Z innych ówczesnych dokonań zakładu wymienić można zaprojektowanie i zamontowanie w 1955 roku na szczycie Szrenicy pierwszego na Dolnym Śląsku przekaźnika telewizyjnego. To opracowanie, a także wiele innych, było wynikiem współpracy zakładu z Katedrą Miernictwa oraz Katedrą Telekomunikacji Politechniki Wrocławskiej. Zakład został upaństwowiony w 1973 roku i włączony do Kombinatu Aparatury Budowlanej i Dydaktycznej KABID jako Zakład Aparatury Elektronicznej Radiotechnika.
W 1991 roku nastąpiło przekształcenie Radiotechniki w spółkę pracowniczą, a następnie nastąpiło wydzielenie nowych podmiotów: Radiotechnika Marketing spółka z ograniczoną odpowiedzialnością oraz Radiotechnika Serwis spółka z ograniczoną odpowiedzialnością, która została wydzielona od 1 lipca 1995 roku. Firma Radiotechnika Marketing Sp. z o.o. w nowej formule oferowała sprzedaż urządzeń z zakresu łączności i informatyki. W 1997 roku rozpoczęto także produkcję sprzętu informatycznego do zastosowań wojskowych oraz sieci światłowodowych i bezprzewodowych nie tylko dla wojska ale także przemysłowych. Firma uzyskała certyfikaty ISO9001:2001 i AQAP 2110:2003.
Wśród produkowanych urządzeń we wczesnym okresie działalności zakładu można wymienić między innymi:
- radioodbiornik lampowy SPR-1 produkowany na bazie poniemieckich części w latach 1950–1954 w ilości około 1.500 sztuk[7][8]
- radioodbiornik lampowy OS3/I oraz OS3/II, pierwszy polski odbiornik przeznaczony dla samochodu Warszawa M-20, produkowany w latach 1956–1960 w ilości około 7.000 sztuk[9][10] oraz OS3/III z lat 1956–1957 wyprodukowany w ilości około 100 sztuk[11]
- oscyloskop katodowy OKR-1, opracowany w 1952 roku[5], a także następne modele: wyprodukowany w latach 1954−1955 w ilości około 500 sztuk model OKR-2[12], model OK-6 z lat 1957-1963 wyprodukowany w ilości około 300 sztuk[13]
- analizator spalin AS-6, wyprodukowany w latach 1954–1956 w ilości około 200 sztuk[14], oraz modele późniejsze ASR-60 z lat 1962–1966 wyprodukowany w ilości około 2.000 sztuk[15], AST-70 z 1966 roku[16],
- kaseta probiercza KP-6/24, służąca badaniu samochodowej instalacji elektrycznej, produkowana w latach 1953–1960 w ilości około 3.000 sztuk[17]
- odbiornik długofalowy ODF-100R z 1961 roku[18]
- synoptograf RHF-2 służący odbiorowi w telegrafii obrazowej z 1965 roku[19].